# Прапор Тристан-да-Куньї
Державний прапор Тристан-да-Куньї — затверджений  у 2002. Архіпелаг входить до складу британської заморської території Острови Святої Єлени, Вознесіння і Тристан-да-Кунья.
Співвідношення сторін прапора 1:2.
На полотні синього кольору у лівому верхньому куті зображений прапор Великої Британії. З правої сторони розміщено герб Тристан-да-Куньї.
Герб являє собою пересічений на блакить і срібло щит, в поле якого змінно пофарбований ромб, супроводжуваний змінно пофарбованими альбатросами, по два в блакиті і сріблі. На щиті срібний шолом, увінчаний стилізованою морською короною. В нашоломнику блакитний човен. Щит підтримують омари натурального кольору. Знизу срібна стрічка, на якій блакитними літерами написаний девіз: «Наша віра — наша сила» (англ. Our faith is our strength).